# Вестхамптон Бич (Њујорк)
Вестхамптон Бич (енгл. Westhampton Beach) град је у америчкој савезној држави Њујорк.

## Демографија
По попису из 2010. године број становника је 1.721, што је 181 (-9,5%) становника мање него 2000. године.
| Група             | 2000.         | 2010.         |
| Белци             | 1.618 (85,1%) | 1.299 (75,5%) |
| Афроамериканци    | 88 (4,6%)     | 46 (2,7%)     |
| Азијати           | 22 (1,2%)     | 18 (1,0%)     |
| Хиспаноамериканци | 146 (7,7%)    | 340 (19,8%)   |
| Укупно            | 1.902         | 1.721         |